# Кусеєвська сільська рада
Кусе́євська сільська рада (рос. Кусеевский сельский совет) — муніципальне утворення у складі Баймацького району Башкортостану, Росія. Адміністративний центр — село Кусеєво.

## Населення
Населення — 853 особи (2019, 934 в 2010, 1055 в 2002).

## Склад
До складу поселення входять такі населені пункти:
| Населений пункт         | Населення, осіб (2002) | Населення, осіб (2010) |
| ----------------------- | ---------------------- | ---------------------- |
| Большебасаєво, присілок | 316                    | 267                    |
| Ісянбетово, присілок    | 208                    | 204                    |
| Кусеєво, село           | 516                    | 450                    |
| Тактагулово, присілок   | 15                     | 13                     |